# Bódva-völgyi tanösvény
A Bódva-völgyi tanösvény az Aggteleki Nemzeti Park tanösvényeinek egyike. Hossza 2,5 km. Gyalogosan, terepjáró gépkocsival, illetve (nehézkesen) kerékpárral járható. 2005-ben alakították ki, majd 2011-ben többé-kevésbé felújították (a táblákat a kezdőpont kivételével 2012 augusztusáig még nem sikerült kihelyezni). Perkupán, a 27. út mellett, a fagylaltozó előtti téren felállított információs táblától indul, végpontja a Köszvényes-kútnál működő Bódva-völgyi Madárvonulás-kutató és Természetvédelmi Táborban van.
A tanösvény hivatalosan augusztus közepétől október végéig, a tábor működési idejében látogatható. A túra bejárását segítő kiadvány Perkupán, a polgármesteri hivatalban vagy (ősszel) a táborban vehető át.
Állomásai:
1. Perkupa kultúrtörténeti nevezetességei
2. A Bódva völgye és az özönnövények
3. A gyertyános–tölgyesek
4. A Bódva
5. Holtmeder
6. Ligeterdő
7. Kaszálórét
8. Madárvonulás-kutató tábor